# جاك ليتل (لاعب كرة قدم أمريكية)
جاك ليتل (بالإنجليزية: Jack Little)‏ هو لاعب كرة قدم أمريكية أمريكي، ولد في 31 ديسمبر 1931 في كوربوس كريستي في الولايات المتحدة.

## وصلات خارجية
- جاك ليتل على موقع مرجع كرة القدم المحترفة.كوم (الإنجليزية)